# Scăpău, Mehedinți
Scăpău este un sat în comuna Devesel din județul Mehedinți, Oltenia, România.